# 大阪市立相生中学校
大阪市立相生中学校（おおさかしりつ あいおいちゅうがっこう）は、大阪府大阪市東成区にある公立中学校。

## 概要
数学科と英語科と国語科で習熟度別学習を導入している。またキャリア教育にも力を入れている。創立記念日は5月28日。
部活動では、ラグビー部、陸上部が強豪。近年ではラグビー部が近畿大会準優勝、卓球部が近畿大会優勝、バレーボール部が近畿大会ベスト８、吹奏楽部のソロ部門で近畿大会出場、個人での水泳においても全国大会出場を果たした。

## 沿革
- 1955年
  - 4月1日 - 大阪市立東成第四中学校として創立。当初は仮校舎（東成区北中本町1-8）で授業。
  - 5月11日 - 大阪市立相生中学校と改称。
  - 5月27日 - 現在地に移転。
- 1958年7月 - 文部省から産業教育研究校に指定される。
- 1963年5月21日 - 1962年度文部省調査統計の学校教員調査において、優秀校として文部大臣表彰を受ける。
- 1972年・1973年 - 全日本「よい歯」の学校表彰を2年連続で受賞。
- 1993年2月27日 - 武道場・パソコン教室竣工。

## 通学区域
- 大阪市立神路小学校と大阪市立片江小学校の通学区域。

## 交通
- Osaka Metro千日前線 新深江駅 北へ約800m
- Osaka Metro中央線 深江橋駅 南南西へ約900m
- 大阪シティバス 神路バス停、深江バス停